# Cyx
Антонио Данилоски (нем. Antonio Daniloski; 10 июля 1990, Люденшайд, Северный Рейн-Вестфалия — 28 июля 2010, Люденшайд, Северный Рейн-Вестфалия) — немецкий киберспортсмен по Counter-Strike, известный под никнеймом cyx.

## Биография
Карьеру игрок начал в 2006 году. Основных успехов добился в составе клуба mousesports. Являлся очень известным игроком на национальной арене. Входил в составы нескольких национальных сборных по Counter-Strike 1.6.
Пять раз выигрывал золото ESL Series. В 2008 году получил киберспортивную награду (eSports Award) в категории Newcomer/Breakthrough of the Year.
28 июля 2010 года погиб в автомобильной катастрофе, возвращаясь из аэропорта Франкфурта-на-Майне.
Смерть Данилоски является одним из самых трагичных событий в мировом киберспорте:

Одним из наиболее трагических эпизодов в истории киберспорта стала гибель игрока Counter-Strike команды Mousesports Антонио «cyx» Данилоски. Член команды с 2007 года, Антонио погиб 28 июля 2010 года в автокатастрофе, опаздывая на самолёт в Китай для участия в очередном турнире вместе со своей командой. Его смерть потрясла киберспортивное сообщество; в память погибшего игрока был создан специальный раздел на официальном сайте организации. Через несколько месяцев после трагедии о завершении карьеры объявило несколько игроков команды по Counter-Strike: Фатих «gob b» Дайик, Навид «Kapio» Йавади и запасной игрок Кристиан «Blizzard» Чмиль. Перед уходом игроков команда выиграла в семнадцатом сезоне турнира ESL Pro Series; эта победа стала шестой подряд для команды и одиннадцатой за всю историю участия в турнире.

## Достижения
| Место | В игре | В составе команды | Турнир                            | Место проведения | Дата проведения           | Призовые |
| ----- | ------ | ----------------- | --------------------------------- | ---------------- | ------------------------- | -------- |
| 1     | CS 1.6 | mousesports       | IEM II World Championship         | Ганновер         | 6 — 9 марта 2008 года     | $50 000  |
| 9-12  | CS 1.6 | mousesports       | KODE5 2008 Global Finals          |                  |                           |          |
| 1     | CS 1.6 | mousesports       | ESL Pro Series Season XII Finals  |                  |                           |          |
| 3     | CS 1.6 | mousesports       | ESWC 2008 Masters Paris           |                  |                           |          |
|       | CS 1.6 | mousesports       | GameGune 2008                     |                  |                           |          |
| 4     | CS 1.6 | mousesports       | Electronic Sports World Cup 2008  | Сан-Хосе         | 25 — 28 августа 2008 года | нет      |
|       | CS 1.6 | mousesports       | IEM Dubai Global Challenge 2008   | Дубай            | 22 — 24 октября 2008 года | $25 000  |
|       | CS 1.6 | mousesports       | World e-Sports Masters 2008       | Ханчжоу          | 26 — 30 октября 2008 года | $15 000  |
| 5-8   | CS 1.6 | mousesports       | Dreamhack Winter 2008             | Йёнчёпинг        | 28 — 29 ноября 2008 года  | нет      |
|       | CS 1.6 | mousesports       | ESL Pro Series Season XIII Finals |                  |                           |          |
|       | CS 1.6 | mousesports       | KODE5 2009 German Regional Final  |                  |                           |          |
| 3-4   | CS 1.6 | mousesports       | DreamHack 2009 Goteborg           |                  |                           |          |
|       | CS 1.6 | mousesports       | ESWC 2009 Masters Cheonan         |                  |                           |          |
| 12-16 | CS 1.6 | mousesports       | KODE5 Global Final                | Москва           | 8 — 10 мая 2009 года      | нет      |
|       | CS 1.6 | mousesports       | ESL Pro Series Season XIV Finals  |                  |                           |          |
|       | CS 1.6 | mousesports       | GameGune 2009                     | Бильбао          | 23 — 25 июля 2009 года    | 12 000 € |
|       | CS 1.6 | Сборная Германии  | ENC 2009 Finals                   |                  | 1 июня — 1 июля 2009 года |          |
| 5-8   | CS 1.6 | mousesports       | IEM IV Global Challenge Chengdu   |                  | 2009                      |          |
| 7-12  | CS 1.6 | mousesports       | IEM IV Global Challenge Dubai     |                  | 2009                      |          |
| 1     | CS 1.6 | mousesports       | ESL Pro Series Season XV Finals   | Кёльн            | 13 декабря 2009 года      | 10 000 € |
| 1     | CS 1.6 | mousesports       | IEM IV European Finals            | Кёльн            | 15 — 17 января 2010 года  | $25 000  |
| 5-6   | CS 1.6 | mousesports       | Arbalet Cup Europe II             | Стокгольм        | 14 — 16 мая 2010 года     | $1 000   |
| 1     | CS 1.6 | mousesports       | ESL Pro Series Season XVI Finals  | Германия         | 13 июня 2010 года         | 10 000 € |
| 2     | CS 1.6 | mousesports       | Arbalet Cup Dallas 2010           | Даллас           | 16 — 18 июля 2010 года    | $15 000  |

### Статистика
Сводная статистика по турнирам.
| Год       | Число турниров | место | место | место | Призовые | Призовые на человека |
| 2008—2010 | 24             | 7     | 4     | 4     | $112 000 | $22 400              |
| 2010      | 4              | 2     | 1     | 0     | $53 300  | $10 660              |
| --------- | -------------- | ----- | ----- | ----- | -------- | -------------------- |

## Команды
За свою карьеру Антонио выступал за:
1. neXus Gaming (февраль — июнь 2006 года)
2. endeffect (июль — декабрь 2006 года)
3. Geelife/360eSports (январь — июнь 2007 года)
4. mousesports (июль 2007 — июль 2010)